# Mía Maestro
Mía Maestro (Buenos Aires, 19 juni 1978) is een Argentijns actrice.
Ze is bekend bij het tv-publiek voor haar rol als Nadia Santos in de Amerikaanse televisiereeks Alias. Ze speelde er de zus van Sydney Bristow (Jennifer Garner) vanaf het derde seizoen. In het vierde seizoen had ze een vaste rol en in het vijfde seizoen enkel nog gastrollen. Ze had aanvankelijk een auditie gedaan voor een rol bij de televisiereeks Lost, maar vanwege de gelijkenis met Jennifer Garner had J.J. Abrams haar gekozen voor Alias.
Verder speelde ze nog in de Spaanstalige films Frida, Diarios de motocicleta en Secuestro express.

## Filmografie
- White Collar (2012)
- Person of Interest(2013)
- The Twilight Saga: Breaking Dawn Part 2 (2012)
- The Twilight Saga: Breaking Dawn Part 1 (2011)
- Breaking Dawn part 1 (2011)
- Visioneers (2007)
- The Speed of Thought (2007)
- The Box (2007)
- Poseidon (2006)
- Secuestro express (2005)
- Deepwater (2005)
- Las mantenidas sin sueños (2005)
- La niña santa (2004)
- Diarios de motocicleta (2004)
- Alias (2004-2006)
- Four Lean Hounds (2003)
- Frida (2002)
- Hotel (2001)
- El Astillero (2000)
- Picking Up the Pieces (2000)
- Timecode (2000)
- The Venice Project (1999)
- Tango, no me dejes nunca (1998)